# Enlil-nadin-apli
Enlil-nādin-apli, («Enlil es dador de un heredero») ca. 1103–1100 a. C., fue el quinto rey de la II Dinastía de Isin (IV dinastía de Babilonia). Fue hijo y sucesor de Nabucodonosor I, y fue derrocado por una revuelta de su tío, Marduk-nadin-ahhe.
Quedan pocos artefactos que atestigüen su breve reinado. Una daga de bronce contiene una inscripción con su nombre y título. Un kudurru registra el resultado de una investigación instigada por el rey, sobre la propiedad de una tierra reclamada por un templo. Ekarra-eqiša y Eanna-šuma-iddina, gobernadores de Bit-Sin-magir y País del mar,  respectivamente, fueron acusados en la investigación, sobre la base de las acciones de un antiguo rey, Gulkišar, que había “dibujado una frontera terrestre para su amante divino, Nanse.” Contiene, quizá, el más antiguo ejemplo de Distanzangaben, declaración que registra el lapso de 696 años transcurridos entre su padre, Nabucodonosor I, y Gulkišar, rey de la I dinastía del País del mar (II dinastía de Babilonia), y contemporáneo de Šamšu-iluna, ca. 1792 - 1712 a. C.